# Сложно съчинено изречение
Сложно съчинено изречение е понятие от синтаксиса, с което се назовава изречение, състоящо се от две или повече смислово равноправни и граматически самостойни прости изречения. Те се свързват безсъюзно или със съчинителни съюзи (като еднородните части на простото изречение).
Пример (от Елин Пелин):
Влажен есенен вятър виеше лудо навън,
фучеше из клоните на старата круша
и с шум блъскаше по прозорците мъртви пожълтели листа.
Това сложно съчинено изречение се състои от три прости изречения (записани на отделни редове); първото и второто са свързани безсъюзно, а второто и третото са свързани със съчинителния съюз и.

## Видове
Сложните съчинени изречения се делят на три основни групи:
- Сложно съчинено съединително изречение – простите изречения, от които е съставено, са свързани безсъюзно или със съединителни съюзи: и, та, па, така също и др.

Примери:
Котката се събуди, протегна се, огледа се наоколо и се запъти към чешмата.
През тази година той порасна много, разхубави се, така също улегна и стана по-наблюдателен.
Съюзът че обикновено е подчинителен, но по изключение може да има съчинителен смисъл (приблизително същия като и):
Събра смелост, па един ден стана, че отиде при войводата.
- Сложно съчинено противоположно изречение – състои се от равноправни прости изречения, които се противопоставят или съпоставят. Те се свързват със съюзите но, а, ала, ама, само че и др. или с някоя от думите обаче и пък.

Примери:
Пътникът бил гладен, но стопаните не го поканили на обяд.
Бързам, само че така не може. Аз работя, а ти ми пречиш!
Щях да дойда на рождения ти ден, обаче се разболях.
Макар и рядко, свързването може да е безсъюзно:
Гащи няма, гайда иска.
- Сложно съчинено съотносително изречение (наричано също разделително вместо съотносително по названието на свързващите съюзи) – простите изречения се свързват с разделителни съюзи, които са винаги двойни: или — или, ли — или, дали — или, било — било, ту — ту, хем — хем, нито — нито и др. Единично може да се употреби само съюзът или.

Примери:
Ще дойдеш ли с нас на разходка, или ще останеш вкъщи?
Ту се смее, ту плаче, ту песни реди.
Посрещни го на перона или го чакай на входа на гарата.
- Сложно съчинено разнородно изречение – съдържа три или повече прости изречения, като връзките между тях са съчинителни, но разнородни (например една съединителна и една разделителна).[4]

Примери:
Взех кошницата, сложих вътре храната, но заваля дъжд.
Учителят имаше право, но бе млад и хората не му вярваха.
Те вървяха по преките пътеки и никъде не се спираха, обаче ние първи стигнахме до хижата.
Ту говореше високо, ту шепнеше, но не млъкваше нито за миг.